# هلاك (فلم)
هلاك  (بالإنجليزية: Doom) فيلم حركة، خيال علمي أمريكي من إنتاج سنة 2005م.

## طاقم التمثيل
- كارل أوربان
- دوين جونسون
- روزاموند بايك
- دوغ جونز

## وصلات خارجية
- Doom
- مقالات تستعمل روابط فنية بلا صلة مع ويكي بيانات